# Nguyễn Đức Cường (bộ trưởng)
Nguyễn Đức Cường (17 tháng 6 năm 1941 – ?) là nhà kinh tế học và chính khách người Việt Nam, cựu Tổng trưởng Bộ Thương mại và Kỹ nghệ Việt Nam Cộng hòa.

## Tiểu sử
Nguyễn Đức Cường sinh ngày 17 tháng 6 năm 1941 tại Hà Nội, Bắc Kỳ, Liên bang Đông Dương.
Ông thi đậu lấy bằng Cử nhân Khoa học Kỹ thuật Điện của Đại học New Hampshire. Rồi sau nhận thêm bằng Thạc sĩ Khoa học Kỹ thuật Điện của Viện Công nghệ Massachusetts vào năm 1965.
Dưới Đệ Nhị Cộng hòa, ông giữ chức Phụ tá Thương mại cho Tổng trưởng Bộ Kinh tế từ năm 1970 đến năm 1973. Sau đó, ông kế nhiệm Phạm Kim Ngọc lên làm Tổng trưởng Bộ Thương mại và Kỹ nghệ từ năm 1973 đến năm 1975.
Sau ngày 30 tháng 4 năm 1975, ông cùng vợ con kịp thời rời khỏi Việt Nam di tản sang Mỹ rồi về sau chuyển sang định cư tại tiểu bang California cho đến cuối đời.

## Đời tư
Theo cuốn Who's who in Vietnam xuất bản năm 1974, Nguyễn Đức Cường là người Công giáo, đã lập gia đình và có ít nhất hai con.

## Vinh danh
- Kinh Tế Bội Tinh Đệ Nhất Hạng[3]
- Tài Chánh Bội Tinh Đệ Nhất Hạng[3]
- Nông Nghiệp Bội Tinh Đệ Nhất Hạng[3]
- Công Chánh Và Giao Thông Vận Tải Bội Tinh Đệ Nhất Hạng[3]